# De la Rivera
De la Rivera es una banda de electro funk y pop formada en Villa María, Córdoba, Argentina.  Está conformada por Gastón Pérez Rivera y sus primos Tomás y Luca Rivera. 

## Historia
En el 2003, cuando aún estaban en el colegio, formaron el trío funk Grand Radar en la ciudad de Villa María. Sin embargo se separaron al poco tiempo, cuando Gastón abandonó la ciudad para estudiar publicidad en Córdoba. Luego de graduarse vuelve a Villa María y comienza a tomar forma el proyecto de De la Rivera. La banda lanza su primer disco en 2010 bajo el nombre de Volumen 1. El sonido de este disco, a diferencia de los que vendrían después, se encuadraba en la electrónica y el soulful-house francés.
En 2012 editan su segunda disco, Cassettera, donde muestran una evolución de su sonido hacia el pop, sin abandonar el groove funk. El disco fue masterizado en Estados Unidos por Brian Gardner (ingeniero de sonido de Michael Jackson, Beck y Outkast). Los cortes del disco fueron las canciones "Liebre" y "Flash", que ingresaron en rotación en los canales de música. Junto a las bandas Hipnótica y Rayos Láser formaron el sello Discos del Bosque, a través del cual editan sus trabajos.
Su tercer álbum llegaría en 2015 con el nombre de Family Game y masterizado por Rafael Arcaute. Contó con las participaciones de Emmanuel Horvilleur (en Aniversario) y Nico Cota (en Clark Kent). Los cortes del disco fueron "Fantasía" y "Aniversario".
En 2016 publicaron un EP acústico en Spotify, Nada más, conformado por 6 canciones. 
El 4 de mayo de 2018 vio la luz su tercer disco de estudio, A la deriva. El mismo contó con invitados como Ale Sergi de Miranda!, Willy Crook, Julieta Rada y Emme.

## Estilo
El sonido de la banda se encuentra enmarcado dentro del electro funk y el pop. En una entrevista con Infobae, Gastón Pérez Rivera menciona entre sus gustos de la infancia a Jamiroquai, Lenny Kravitz, Beastie Boys, Red Hot Chilli Peppers e IKV; mientras que en sus gustos posteriores cita a Solange Knowles, Bryson Tyller, Ro James y PartyNextDoor. El sitio web Indie Hoy encuentra en la banda influencias de Prince, Jamiroquai, Earth, Wind & Fire, IKV y Michael Jackson, entre otros.

## Miembros
- Gastón Pérez Rivera
- Tomás Rivera
- Luca Rivera

## Discografía

### Álbumes
- A la deriva (2018)
- Family Game (2015)
- Cassettera (2012)
- Volumen 1 (2010)

### EPs
- Nada más (2016)